# Kostel svaté Kateřiny (Křižovatka)
Kostel svaté Kateřiny stojí v katastrálním území Křižovatka v okrese Cheb. V roce 1996 byl Ministerstvem kultury České republiky prohlášen za kulturní památku České republiky.

## Historie
Jedná se o původně jeden z nejstarších kostelů v okrese Cheb. Jeho vznik se předpokládá do roku 1213 nebo 1273. Po zničení husity během husitských válek byl obnoven v roce 1446. Opět byl zničen v období třicetileté války, ale obnoven byl až v roce 1770. Přestavba původně gotického kostela do klasicistní podoby proběhla v letech 1812–1813. V tomto období byla přistavěna věž. Renovací prošel v roce 1868. Interiér včetně nástěnné malby v lodi a kněžišti pochází z roku 1895. V roce 1996 byl prohlášen za kulturní památku. V roce 2008 obec převzala bezúplatně zchátralý kostel od římskokatolické církve a zahájila jeho rekonstrukci.
Bylo provedeno odvodnění kostela, statické zajištění věže, sanovány vnější omítky, renovovány vstupní dveře, vitrážová okna, okna ve věži a věžní hodiny. Opravena byla dřevěná kruchta a zastropení lodi. Spolu s opravou vnitřních omítek probíhala restaurátorská obnova výmalby. Také byl restaurován mobiliář a oltářní obraz svaté Kateřiny. Na závěr byla v roce 2013 položena dlažba a doplněny lavice. Archeologický průzkum objevil půdorys středověkého kostela a stříbrnou minci z druhé poloviny 13. století.
V kostele je stálá výstavní expozice a pořádají se v něm společná setkání, koncerty, svatební obřady a další společenské i kulturní akce. Celkové náklady na obnovu dosáhly 10.000.000,-Kč, které byly čerpány z fondů Ministerstva kultury ČR, Ministerstva zemědělství ČR prostřednictvím Státního zemědělského fondu a z rozpočtu obce Křižovatka.
Za obnovu kostela získala obec v roce 2013 od Národního památkového ústavu cenu Patrimonium pro futuro.

## Architektura

### Exteriér
Kostel je jednolodní orientovaná zděná stavba postavena na půdorysu obdélníku s pravoúhlým závěrem a přistavěnou hranolovou věží v západním průčelí. Věž s věžními hodinami je členěna horizontálními štukovými pásy. Vstup do kostela vede portálem ve věži.

### Interiér
V lodi je plochý dřevěný trámový strop, kněžiště je zaklenuto valenou klenbou s lunetami, podvěží má ploché stropy. V západní části lodi je trojboká dřevěná kruchta.
V lodi je kazatelna v pseudorománském stylu, socha svatého Jana Nepomuckého a kamenná křtitelnice z roku 1877.

## Galerie

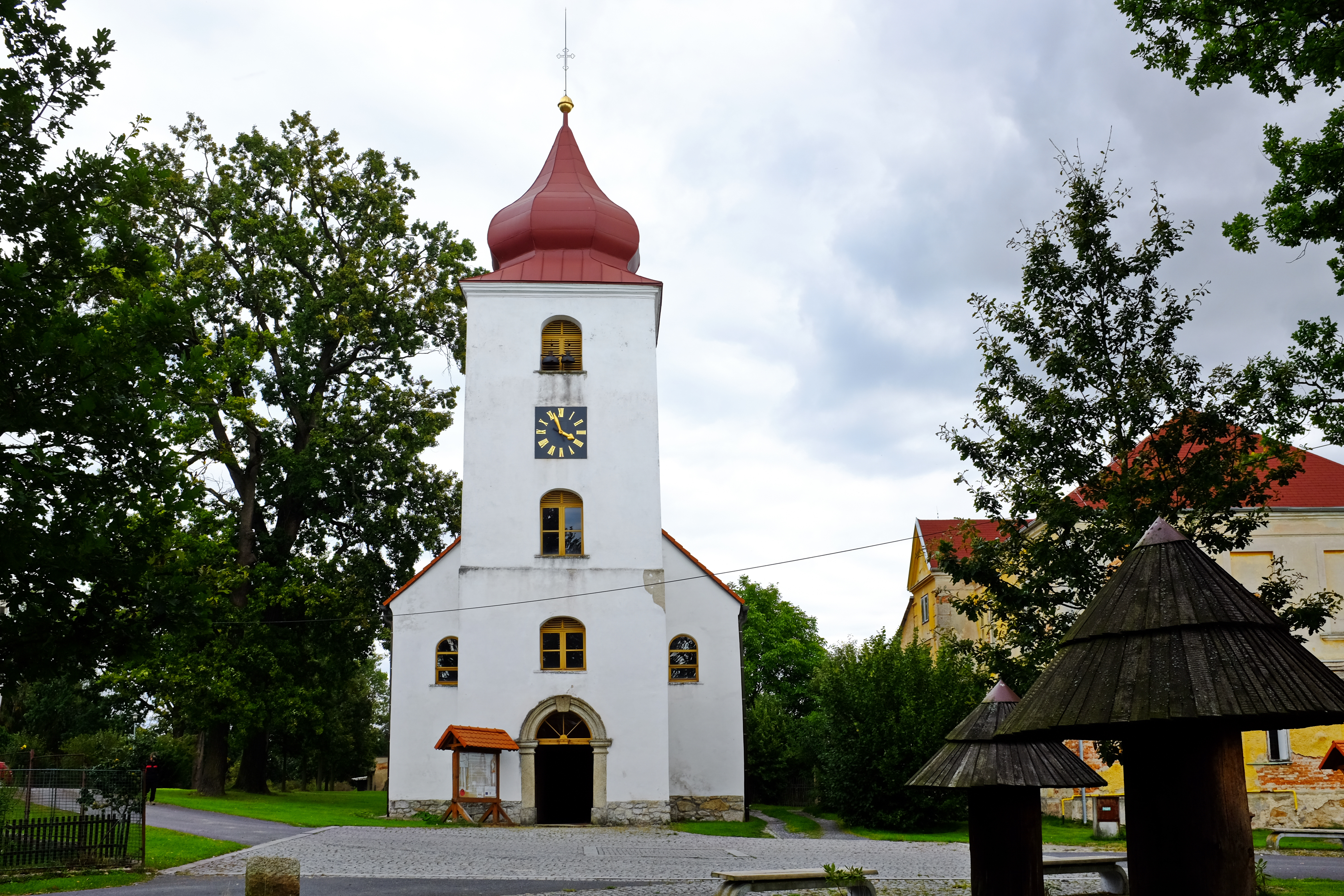
Pohled na západní věž a průčelí
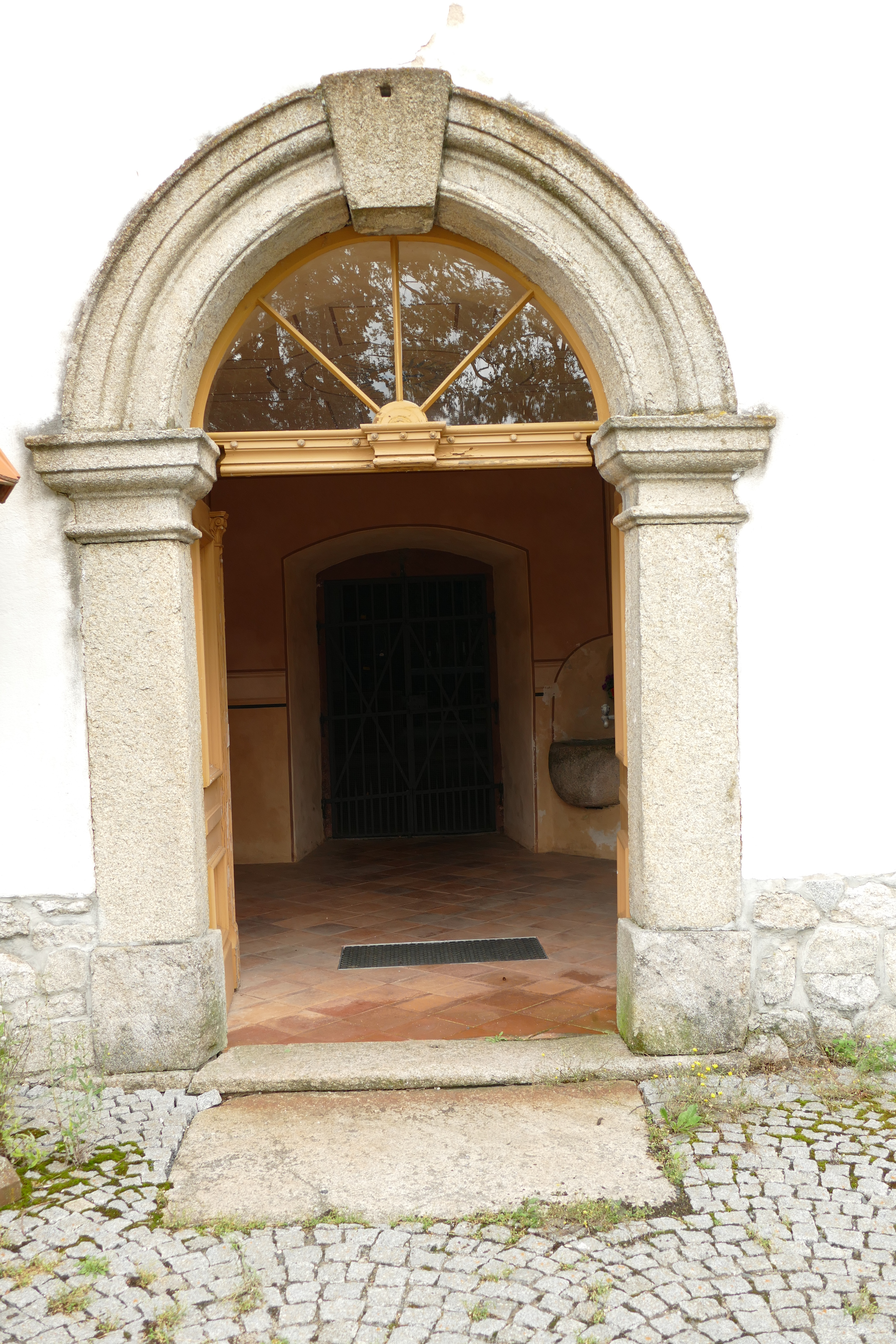
Vstupní portál do věže
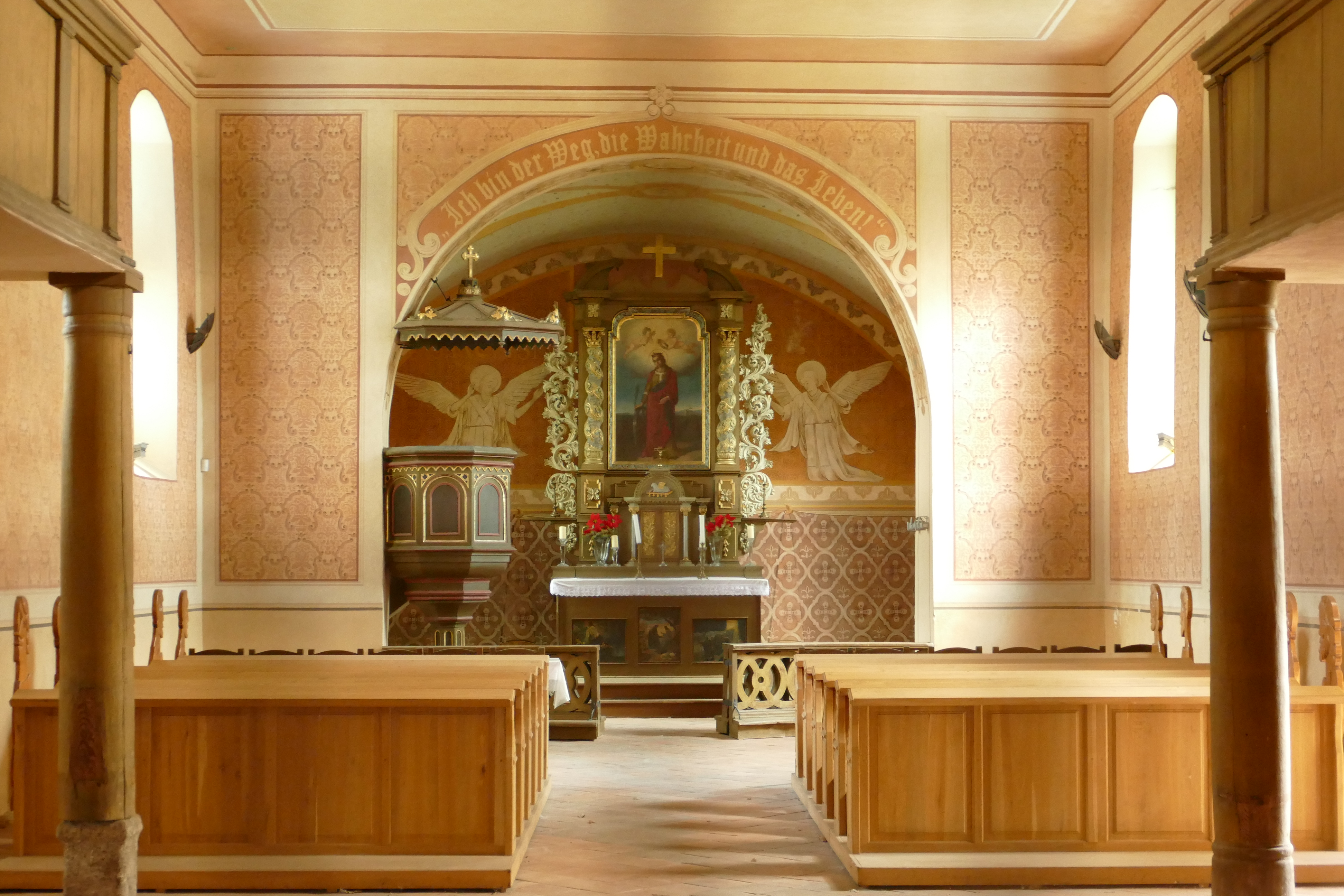
Pohled do presbytáře a části lodi
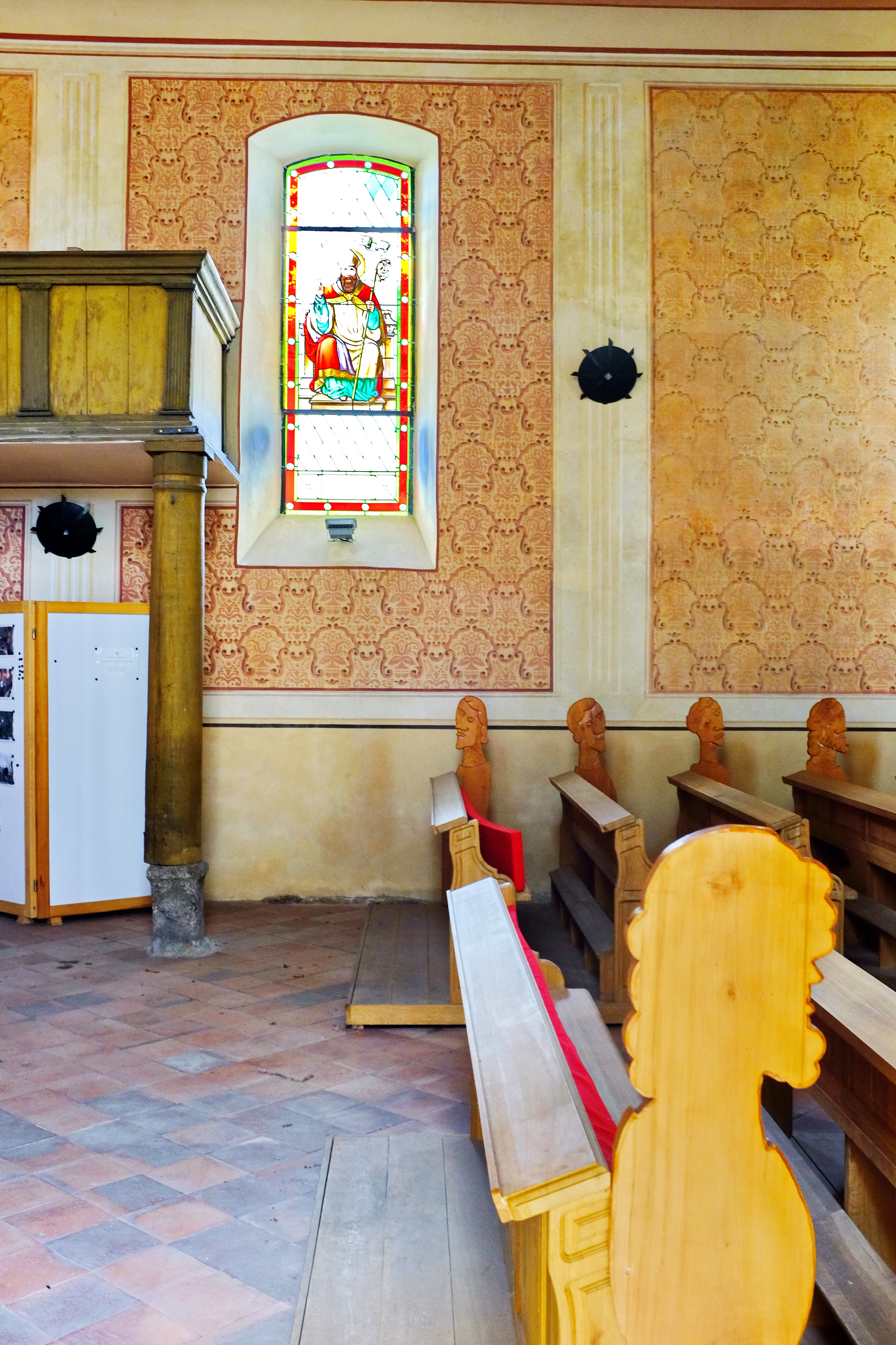
Vitrážové okno
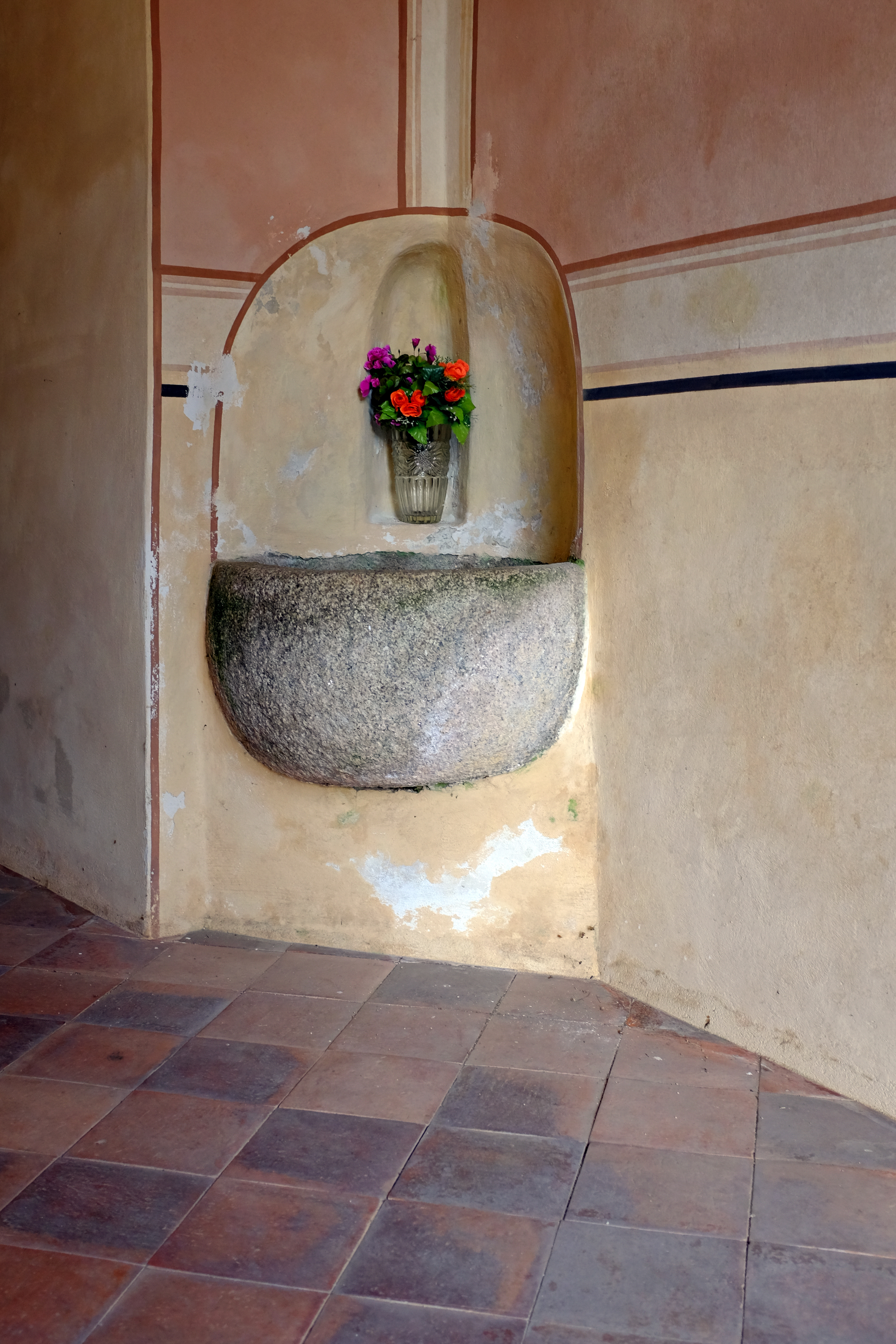
Křtitelnice z roku 1877, která slouží jako kropenka
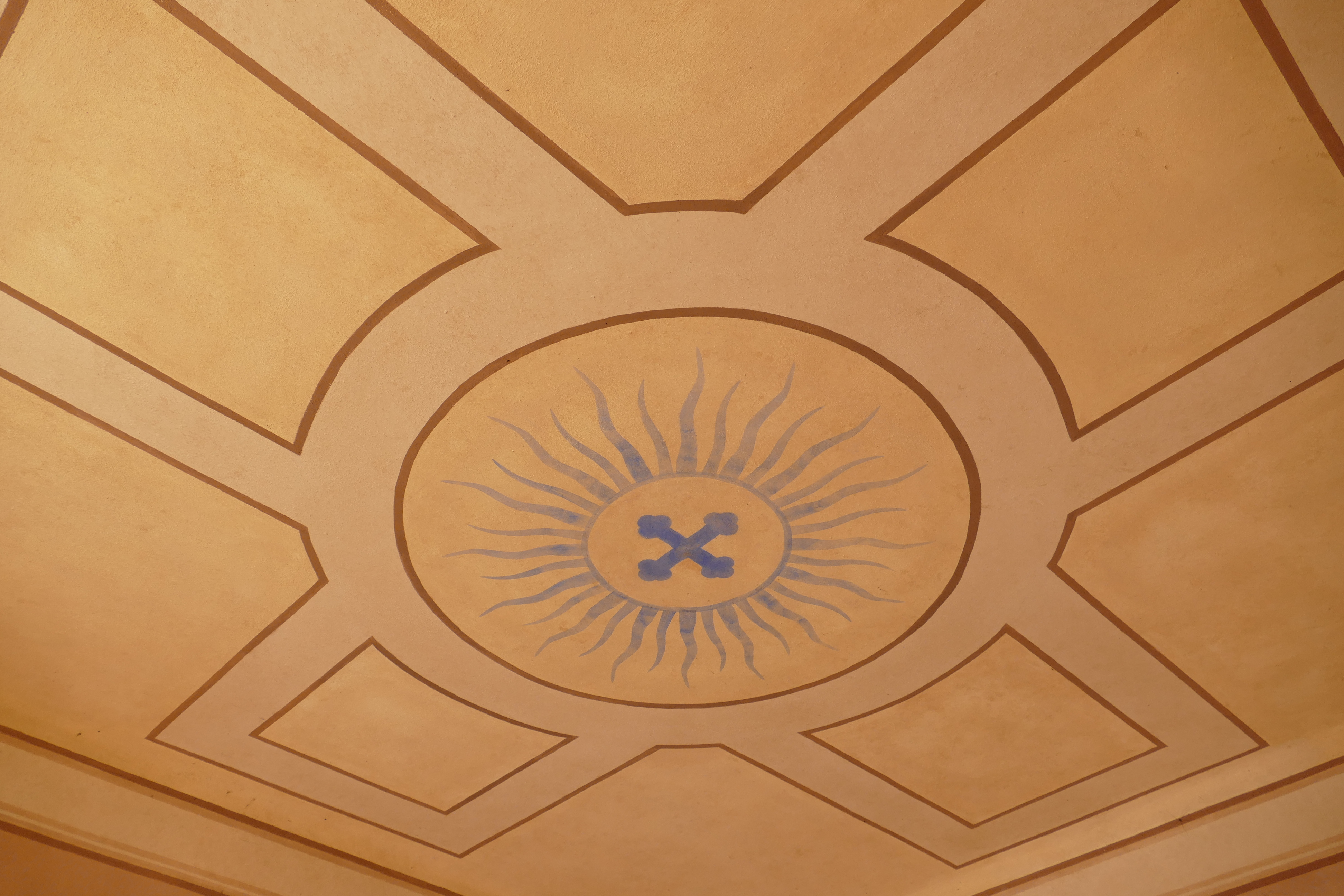
Stropní výmalba v předsíni v podvěží